# Geomys knoxjonesi
Geomys knoxjonesi is een zoogdier uit de familie van de goffers (Geomyidae). De wetenschappelijke naam van de soort werd voor het eerst geldig gepubliceerd door Baker & Genoways in 1975.

## Voorkomen
De soort komt voor in de Verenigde Staten.